# Cognomi veneti
I cognomi veneti sono cognomi tipicamente diffusi in Veneto e nelle sue province e comuni.

## Caratteristiche
I cognomi veneti tipici hanno la struttura finale in consonante (soprattutto la -n), con il prefisso "Dal"o con il suffisso "-ato".
I cognomi di origini venete con il suffisso "-ato" sono spesso derivati da nomi di persona e generalmente implicano una relazione parentale. Un esempio calzante sono i cognomi Stefanato (figlio di "Stefano") e Marconato (figlio di "Marco").
Tra i cognomi in -n vi è chi indica la provenienza come Visentin (da Vicenza), Trevisan (da Treviso), Pavan (da Padova), Furlan, Schiavon, Trentin (proveniente dal Trentino Alto Aidge) e Bressan (proveniente da Brescia). Poi troviamo cognomi con il prefisso "De", tipicamente bellunesi, come De Min, De Candido, De Zordo, De Lorenzo.
Tra il panorama dei cognomi veneti troviamo alcuni derivati da mestieri come Marangon (da "carpentiere/falegname"), Ballarin, Barbiero o Barbierato, relativi alla professione di barbiere,  Bordignon ("colui che fila la seta") o Sartori ("sarto"). 
Poi vi sono cognomi provenienti da nomi di persona: la maggior parte provengono dal nome "Giovanni" e dai suoi diminutivi (Zambon, Zanon, Zanin, Zanini ma anche Zanetti, Zampieri, Zanatta) ma si contano anche i Perin (da "Pietro/Piero"), i Berton e i Bertolo (entrambi da "Bartolomeo), i Lorenzon (da "Lorenzo") e i Martin (da "Martino").
Infine vi sono cognomi riguardanti animali come Gallina, Gatto, Orso, Cicogna, Merlo, Gallo, Cavallin (da "cavallo") o derivati da soprannomi come Gobbo, Zanchetta (da "zoppo"), ma anche da mancino (da "zanca", mano sinistra), Basso e Moro.

## Frequenza

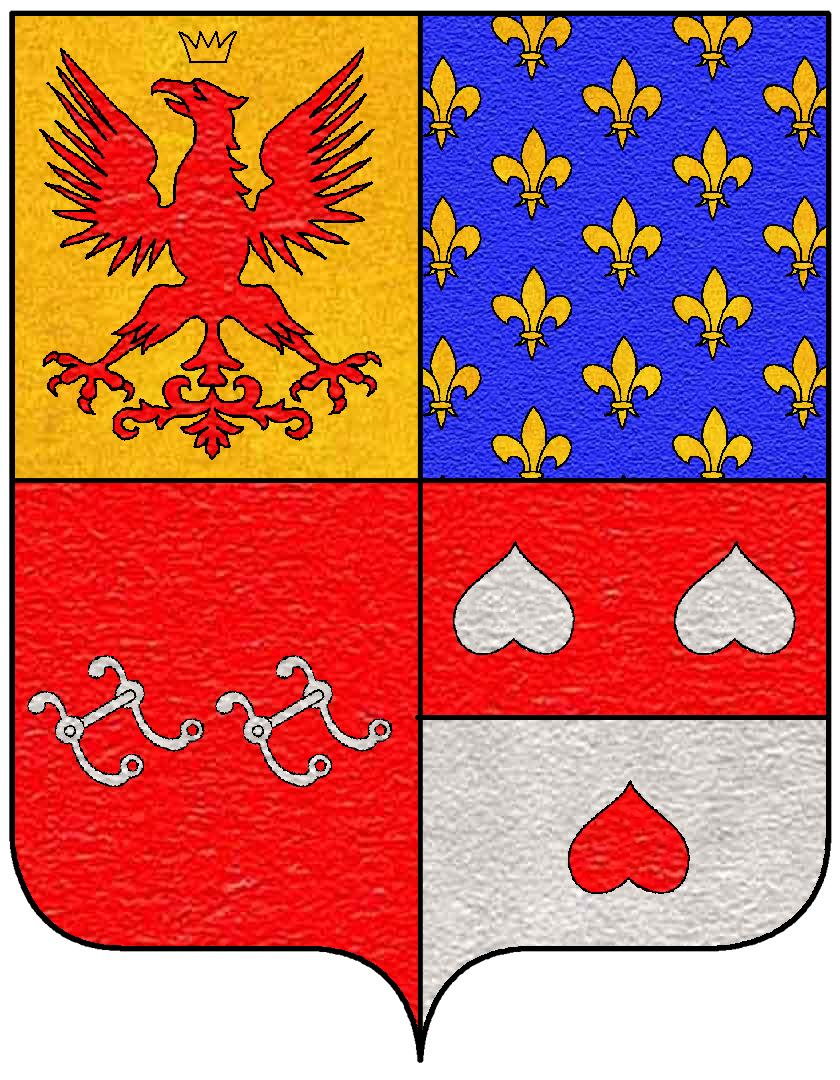
Stemma della famiglia Martinengo Colleoni, storica famiglia del patriziato veneziano.

### Diffusione regionale[2]
I dieci cognomi più diffusi in veneto sono:
1. Rossi
2. Dalla
3. Trevisan
4. Sartori
5. Carraro
6. Pavan
7. Boscolo
8. Ferrari
9. Costa
10. Vianello

### Cognomi più diffusi per provincia[3]
| Provincia | Cognomi                                                                                             |
| --------- | --------------------------------------------------------------------------------------------------- |
| Belluno   | Bona, Casanova, Da Rold, Bortoluzzi, Dal Farra, Sacchet, Martin, D'Inca, De Lorenzo, Zanella.       |
| Padova    | Schiavon, Rampazzo, Paccagnella, Carraro, Varotto, Masiero, Trevisan, Agostini, Mazzucato, Salmaso. |
| Rovigo    | Rossi, Ferrari, Crepaldi, Ferro, Mantovani, Osti, Milan, Veronese, Marangon, Mancin.                |
| Treviso   | Casagrande, Zanatta, Pavan, Visentin, Marcon, Bernardi, Favaro, Furlan, Spagnol, Basso.             |
| Venezia   | Boscolo, Vianello, Rossi, Scarpa, Trevisan, Carraro, Zennaro, Constantini, Furlan, Chinellato.      |
| Vicenza   | Rossi, Costa, Sartori, Pozza, Fabris, Bedin, Rigon, Fontana, Lovato, Casarotto.                     |
| Verona    | Ferrari, Rossi, Avesani, Righetti, Adami, Cordioli, Lonardi, Mantovani, Zanetti, Benedetti.         |

### Cognomi nei capoluoghi di provincia[4]
| Città   | Cognomi tipici                                                                                    | Note   |
| ------- | ------------------------------------------------------------------------------------------------- | ------ |
| Belluno | Da Rold, Dal Farra, Bortot, Tormen, De Min, Dal Pont, De Bona, Gasperin, Bogo, Mazzucco.          | [ 5 ]  |
| Padova  | Schiavon, Rampazzo, Varotto, Carraro, Bortolami, Calore, Mazzucato, Pinton, Franco, Camporese.    | [ 6 ]  |
| Rovigo  | Osti, Ferrari, Rossi, Milan, Previato, Zanirato, Stocco, Pavan, Rizzo, Tognin.                    | [ 7 ]  |
| Treviso | Pavan, Zanatta, Visentin, Sartori, Piovesan, Dotto, Crosato, Conte, Taffarello, Baseggio.         | [ 8 ]  |
| Venezia | Vianello, Scarpa, Rossi, Zennaro, Busetto, Ballarin, Constatini, Trevisan, Tagliapietra, Bonesso. | [ 9 ]  |
| Vicenza | Sartori, Bedin, Rigon, Casarotto, Toniolo, Trevisan, Fabris, Frigo, Basso, Stella.                | [ 10 ] |
| Verona  | Ferrari, Rossi, Avesani, Righetti, Martini, Tosi, Benedetti, Piccoli, Zampieri, Poli.             | [ 11 ] |